# Les Faucheurs de marguerites
Les Faucheurs de marguerites est une mini-série franco-germano-canadienne en quatorze épisodes de 26 minutes créée par Jean-Louis Lignerat et Jean Vermorel qui fut diffusée du lundi 27 mai au 26 juin 1974 sur la troisième chaîne couleur de l'ORTF (ORTF 3). Il y eut une première rediffusion du dimanche 14 septembre 1975 au 1er janvier 1976, suivie d'une seconde en sept épisodes du 15 juin au 3 août 1980, sur TF1 et rediffusé entre le mois de février et le mois d'avril 1992 sur La Cinq.
Au Québec, elle a été diffusée en quatorze épisodes de 26 minutes entre le 27 mai et le 25 août 1974 à la Télévision de Radio-Canada.

## Synopsis
Cette mini-série est le premier volet d'une série relatant l'histoire de l'aviation au travers des exploits d'Édouard Dabert, pionnier fictif de la conquête du ciel. La suite est contée dans Le Temps des as (1978), La Conquête du ciel (1980) et enfin L'Adieu aux as (1982).
C'est toute l'histoire de l'évolution de l'aviation qui est racontée par l'entremise d'Edouard Dabert. Ce feuilleton évoque les balbutiements de l'aviation à bords de ces engins volants, lourds, longs au décollage, qu'on surnommait les faucheurs de marguerites. Les joies, les espoirs, les déceptions, les défis à la pesanteur lancés par des hommes enthousiastes, passionnés, aujourd'hui célèbres pour leur ténacité et leurs exploits: Clément Ader, Louis Blériot, Gabriel Voisin, les frères Wright, le Comte Zeppelin, Otto Lilienthal.

## Fiche technique
- Réalisateur : Marcel Camus
- Scénario : Jean-Louis Lignerat et Jean Vermorel
- Adaptation et dialogues : René Wheeler
- Musique : Michel Magne et Claude Germain

## Distribution
- Bruno Pradal : Édouard Dabert
- Christine Wodetsky : Jeanne Dabert
- Clément Michu : Jules Joly
- Gernot Endemann : Hans Meister
- Jean-Jacques Moreau : Gabriel Voisin
- Roger Pigaut : Capitaine Ferber
- Philippe Rouleau : Louis Blériot
- Jean-Claude Castaldi : Charles Voisin
- Denis Manuel : Alberto Santos-Dumont
- Armand Meffre : Léon Levavasseur
- Gérard Ortega : Henri Farman
- Salvino Di Pietra : Alessandro Anzani
- Didier Flamand : Hubert Latham
- Joachim Hansen : Otto Lilienthal
- Philippe Brizard : Ernest Archdeacon
- Pierre Risch : Clément Ader
- Walter Rilla : Ferdinand von Zeppelin
- François Tassé : Wilbur Wright
- Patrick Peuvion : Orville Wright
- Yvon Sarray : Jules Gastambide
- Samson Fainsilber : Lazare Weiller
- Alix Mahieux : Mme Dabert (mère d'Édouard)
- Philippe Brigaud : Brissot
- Valérie Boisgel : La Belle Hortense
- Suzanne Gabriello : Blandine (sœur d'Édouard Dabert)
- Fernand Guiot : l'évêque (Oncle d'Édouard)
- Marianne Hoffman : Dagmar
- Jean-Paul Moulinot : M. Perrier (père de Jeanne)
- Bernard Musson : Le curé (épisode 1), 1er Ballonnier (épisode 3)
- Candice Patou : Odette
- Jackie Rollin : Mme Perrier (mère de Jeanne)
- Paul Savatier : Perrin (mécanicien d'Édouard)
- Franz Mosthav : L'aubergiste
- Alexander May : Fernand Pouderou (Oncle de Jeanne)
- Virginie Vignon : Louise
- Paul Villé : Le jardinier
- Jean-Claude Fal : Un sergent
- Pierre Vaudier : Le Général
- Fabrice Boterel : Julien Dabert (à 5 ans)
- Marcel Gassouk : 2ème Ballonnier
- Olivier Fortin : Julien Dabert (à 8 ans)
- Albert Dray : P'tit Louis (mécanicien d'Édouard)
- Jo-Ann Querel : Katharine Wright
- Dominique Vilar : Alice Blériot
- Jean Saudray : Brudy
- Jess Hahn : Le patron du bateau
- Janine Dill : La servante
- Willy Singer : Un journaliste
- Frédéric Frisdal : Antoine de Saint-Exupéry (à 8 ans)
- Xavier Depraz : Fontaine
- Michel Fortin : Mamet
- Roger Guinet : Père Grigon

## Production
La mise en œuvre des scènes aériennes était confiée à la société Salis Aviation, qui a pour l'occasion construit et fait voler de nombreuses répliques d'avions anciens. Certains de ces avions sont conservés, en état de vol pour la plupart, par l'Amicale Jean-Baptiste Salis, à la Ferté-Alais, sur l'aérodrome de Cerny, où ont par ailleurs été tournées de nombreuses scènes de la série.
Une scène est tournée au cimetière Voltaire de Suresnes (Hauts-de-Seine).
Deux épisodes ont été tournés au Québec.